# Mihail al III-lea Asan
Mihail al III-lea Asan (în bulgară Михаил Асен III) sau Mihail Șișman (în bulgară Михаил Шишман), (n. 1280 – d. 23 iulie 1330, Velbajd⁠(d)) a fost un țar al Bulgariei din 1323 până în 1330, fondatorul ultimei dinastii regale bulgare medievale, dinastia Șișman.
A fost fiul lui Șișman al Vidinului, un conducător cuman al Țaratul Vidinului din anii 1270/anii 1280 până înainte de anul 1308/1313. Mihail Șișman a fost căsătorit mai întâi cu Ana-Neda, o fiică a lui Ștefan Uroș al II-lea Milutin și apoi cu Teodora Palaiologina, împărăteasa Bulgariei, fiică a împăratului bizantin Mihail al IX-lea Paleologul.
Mihail al III-lea Asan a murit imediat după Bătălia de la Velbužd de la 28 iulie 1330 (sau în timpul luptei) și a fost înmormântat în Biserica Sfântul Gheorghe din Staro Nagorichane, Macedonia de Nord.

## Biografie

### Relațiile cu Imperiul Bizantin
Moartea lui George Terter al II-lea în 1323 a fost urmată de o scurtă perioadă de confuzie și incertitudine, care a fost exploatată de împăratul bizantin Andronic al III-lea Paleologul. Bizantinii au intrat în Tracia nord-estică și au cucerit o serie de orașe importante. În același timp, un pretendent sponsorizat de bizantini, Vojsil, fratele fostului împărat bulgar Smilec, s-a întărit cu o armată la Krăn, asumându-și controlul văii dintre munții Balcani și Sredna Gora. În acest moment, împăratul bulgar nou ales Mihail al III-lea Asan a pornit spre sud pentru a lupta cu Andronic al III-lea, în timp ce o altă armată bizantină a asediat orașul Filipopolis (Plovdiv).
Cu toate că Mihail al III-lea Asan a reușit să-l forțeze pe Andronic al III-lea să se retragă, bizantinii au fost în stare să cucerească Filipopolis în timp ce bulgarii schimbau garnizoanele. Datorită acestei pierderi, Mihail al III-lea Asan l-a expulzat pe Vojsil și a recuperat controlul asupra nordului și nord-estului Traciei în 1324. Status quo-ul a fost confirmat de un tratat de pace cu Imperiul Bizantin, care a fost cimentat de căsătoria lui Mihail al III-lea Asan cu Teodora Palaiologina, sora lui Andronic al III-lea Paleologul, care a fost anterior căsătorită cu Teodor Svetoslav al  Bulgariei.
În 1327, Mihail al III-lea Asan s-a implicat în războiul civil reînnoit în Imperiul Bizantin, luând partea cumnatului său Andronic al III-lea Paleologul, în timp ce bunicul și rivalul său, Andronic al II-lea Paleologul, a obținut sprijinul regelui sârb Ștefan Dečanski. Andronic al III-lea Paleologul și Mihail al III-lea Asan s-au întâlnit și au încheiat o alianță agresivă împotriva Serbiei.
Cu toate acestea, Mihail al III-lea Asan a început  negocieri cu Andronic al II-lea, oferind sprijin militar în schimbul banilor și al țărilor de frontieră. Mergând la frontieră cu armata sa, Mihail Asan  al III-lea a trimis un detașament pentru a-l ajuta pe Andronic al II-lea, dar care intenționa de fapt să-l prindă pe împărat. Atenționat de nepotul său, Andronic al II-lea a ținut sub supraveghere detașamentul bulgar departe de capitală și de persoana sa. Renunțând la planul său, Mihail al III-lea Asan a încercat să câștige terenurile cu forța, dar s-a retras înainte de înaintarea lui Andronic al III-lea. O altă confruntare în fața Adrianopolului din 1328 s-a încheiat fără luptă și odată cu reînnoirea tratatului de pace, după care Mihail al III-lea Asan s-a întors în țara sa, dar nu înainte de a-și asigura o mare răsplată.

### Relațiile cu Regatul Serbiei

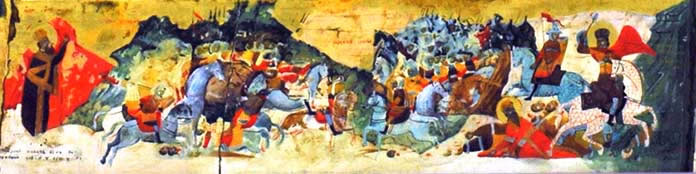
Bătălia de la Velbužd.

Divorțul de Anna Neda în 1324 a înrăutățit relațiile dintre Bulgaria și Serbia, care au fost cordiale încă de la începutul secolului al XIV-lea. Anna Neda a trebuit să părăsească capitala Tarnovo împreună cu fiii ei și a căutat refugiu la fratele ei Ștefan Dečanski, regele Serbiei. Dečanski, care s-a angajat într-un război împotriva vărului său Ștefan Vladislav al II-lea, nu a fost în măsură să se opună lui Mihail Șișman. Împăratul bulgar chiar l-a recunoscut pe rivalul său ca rege al Serbiei, dar ajutorul său pentru Vladislav a fost insuficient. În primăvara anului 1324, Dečanski l-a trimis pe viitorul arhiepiscop sârb Danilo al II-lea să negocieze cu împăratul bulgar la Tarnovo, dar misiunea sa nu a reușit. Cele două țări s-au aflat din nou în tabere opuse ale războiului civil bizantin, când bulgarii s-au aliat cu Andronic al III-lea în timp ce sârbii l-au susțiut pe bunicul său, Andronic al II-lea.
După acordul cu Andronic al III-lea din 1329, Mihail Șișman a început pregătirile pentru a ataca în timp ce sârbii prădau zonele din jurul orașului Ohrida. Potrivit cronicarilor sârbi, el a cerut cu aroganță supunerea regelui sârb și a amenințat că „își va pune tronul în mijlocul țării sârbești”. În 1330, așteptându să i se alăture armata lui Andronic al III-lea care înainta dinspre sud, Mihail Șișman a pornit spre Serbia cu o forță mare de 15.000 de bărbați, inclusiv întăriri de la vasalii săi și aliații săi din Țara Românească și Moldova. La început s-a îndreptat spre Vidin, unde istoricii cred că a vrut să se unească cu soldații fratelui său Belaur, iar apoi a pornit spre sud. [31] Din cauza coordonării slabe cu bizantinii, armata bulgară a întâlnit singură sârbii, a căror armată avea tot 15.000 de bărbați, singuri în apropiere de Velbužd (Kyustendil). Cei doi conducători au convenit asupra unei armistiții de o zi, deoarece ambii așteptau întăriri. Potrivit acordului, Mihail Șișman a permis armatei sale să se împrăștie în așteptarea ordinelor. Cu toate acestea, în dimineața zilei de 28 iulie au sosit principalele întăriri sârbe, 1.000 de călăreți catalani puternic înarmați sub comanda fiului regelui, Ștefan Uroș al IV-lea Dușan, iar sârbii și-au încălcat cuvântul și i-au atacat pe bulgari. În ciuda asaltului neașteptat, Mihail Șișman a încercat să-și adune armata, dar a fost prea târziu și sârbii au învins. Rezultatul bătăliei a conturat echilibrul de putere în Balcani pentru următoarele decenii și, cu toate că Bulgaria nu a pierdut din teritoriul său, sârbii au putut ocupa o mare parte din Macedonia.

## Moarte și moștenire

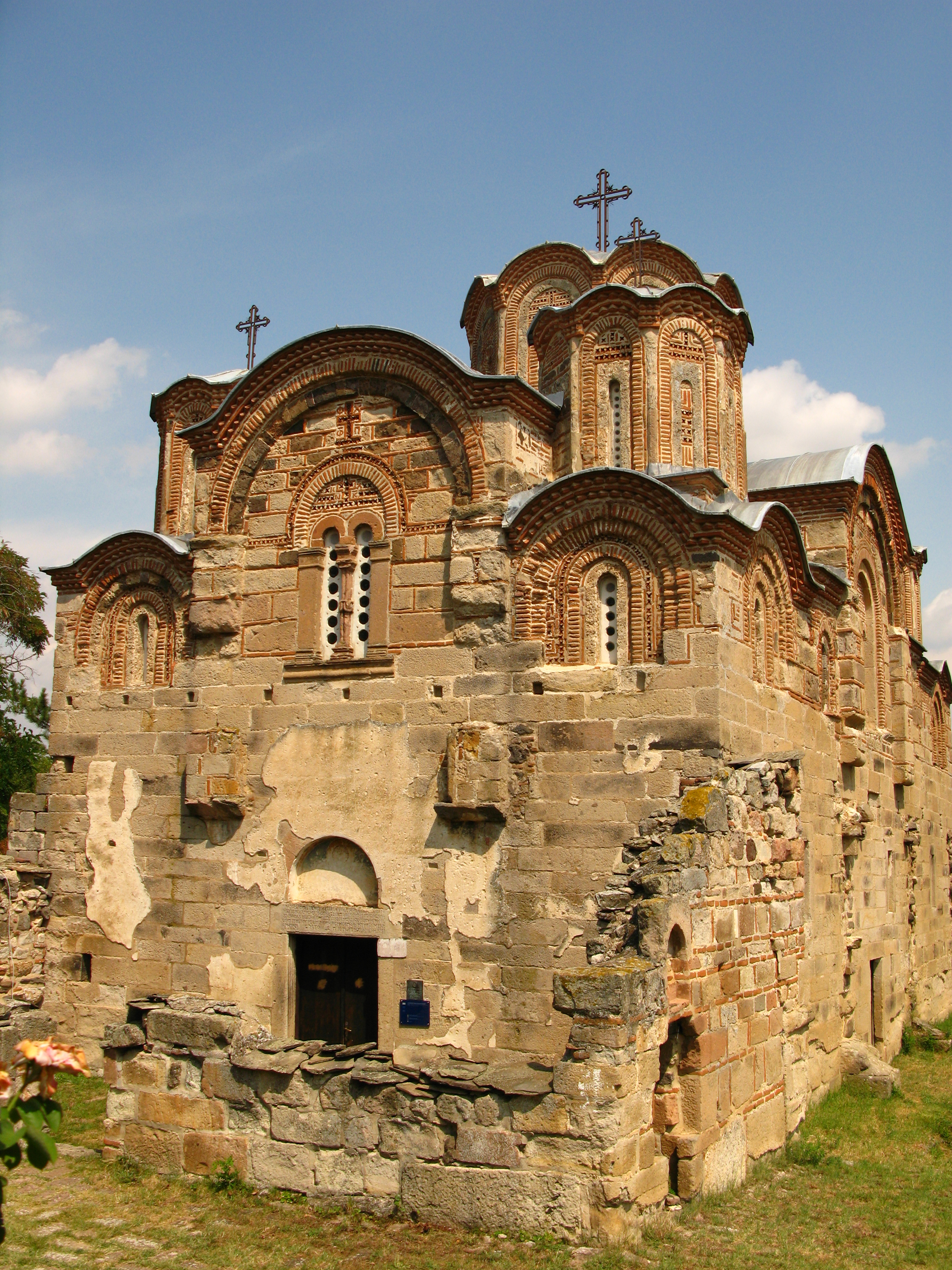
Biserica Sf. George din Macedonia, unde a fost înmormântat Mihail Șișman.

Circumstanțele din jurul morții lui Mihail Șișman nu sunt clare. Potrivit împăratului și istoricului bizantin Ioan al VI-lea Cantacuzino, țarul a fost rănit mortal în luptă și a murit în curând, în timp ce un alt istoric bizantin sugerează că Mihail Șishman a trăit încă trei zile, inconștient, și a murit în a patra zi. Cronicile sârbești afirmă că trupul său a fost prins sub calul său care a căzut în timpul bătăliei. Când trupul său a fost dus la Dečanski, l-a jelit, dar a spus că Mihail Șișman a preferat războiul în locul păcii. Savantul și clericul bulgar din secolul al XV-lea, Grigore Țamblac, a afirmat că Mihail Șișman a fost capturat și ucis de fiul regelui sârb, Ștefan Dušan. El a fost înmormântat în Biserica Sfântul Gheorghe din Staro Nagorichane, Macedonia de Nord (vezi imaginea).
Mihail Șișman este considerat un conducător zadarnic, agresiv și oportunist, a cărui politică externă a contribuit poate la bătălia care i-a pus capăt vieții. În același timp, a fost clar puternic și energic, depășind și inversând pierderile Bulgariei în timpul incertitudinilor care au precedat încoronarea sa și reușind să mențină pacea și securitatea internă în Bulgaria în timpul scurtei sale domnii. Andreev îl numește cel mai remarcabil monarh bulgar din secolul al XIV-lea. Potrivit lui Cantacuzino, el a dorit să extindă țara de la Bizanț până la Istros (Histria),  de la Constantinopol până la Dunăre ceea ce îl face ultimul conducător medieval bulgar care a încercat efectiv să cucerească capitala bizantină. A fost, de asemenea, primul conducător bulgar din ultimii zeci de ani care a încercat să conducă o politică mai activă în Macedonia.
Sigiliul lui Mihail Șișman este înfățișat pe reversul bancnotei bulgărești de 2 leva, care a fost emisă în 1999 și 2005.

## Familie
Mihail Șișman a fost căsătorit mai întâi cu Ana-Neda din Serbia, o fiică a lui Ștefan Uroș al II-lea Milutin, regele Serbiei între 1282 și 1321. Din această căsătorie, el a avut mai mulți copii, printre care Ioan Ștefan, care a ajuns împărat al Bulgariei timp de opt luni, între 1330 și 1331; un fiu numit Mihail care a condus scurt timp ca despot al Vidinului și un fiu numit Șișman. Prin a doua căsătorie cu Teodora Palaiologina, împărăteasa Bulgariei, fiică a împăratului bizantin Mihail al IX-lea Paleologul, Mihail Șișman a avut mai mulți copii ale căror nume nu sunt cunoscute.

## Legături externe
- Lista detaliată a monarhilor bulgari Arhivat în 16 octombrie 2015, la Wayback Machine.
- Горянов, Б. Т. (1951). „Хрисовул на Андроник ІІ за Зографския манастир, потвърждаващ дарение от Михаил Шишман (Chrysobull of Andronikos II to the Zograf Monastery, confirming a donation of Michael Shishman)”. Сборник документов по социально-экономической истории Византии (Collection of Documents of Social-Economical History of Byzantium). Bulgarian and translation from Russian. Академия Наук СССР. Accesat în 13 aprilie 2011.
- Иванов, Борислав (10 martie 2003). „Монограми на Михаил Шишман (Monograms of Michael Shishman)” (în Bulgarian). Accesat în 13 aprilie 2011.
- „Владетели на Видин (Rulers of Vidin)” (în Bulgarian). Arhivat din original la 30 septembrie 2009. Accesat în 13 aprilie 2011.

| Predecesor: George al II al Bulgariei | Țar al Bulgariei 1323–1330 | Succesor: Ioan Ștefan |